# Stephanskirche (Allendorf)

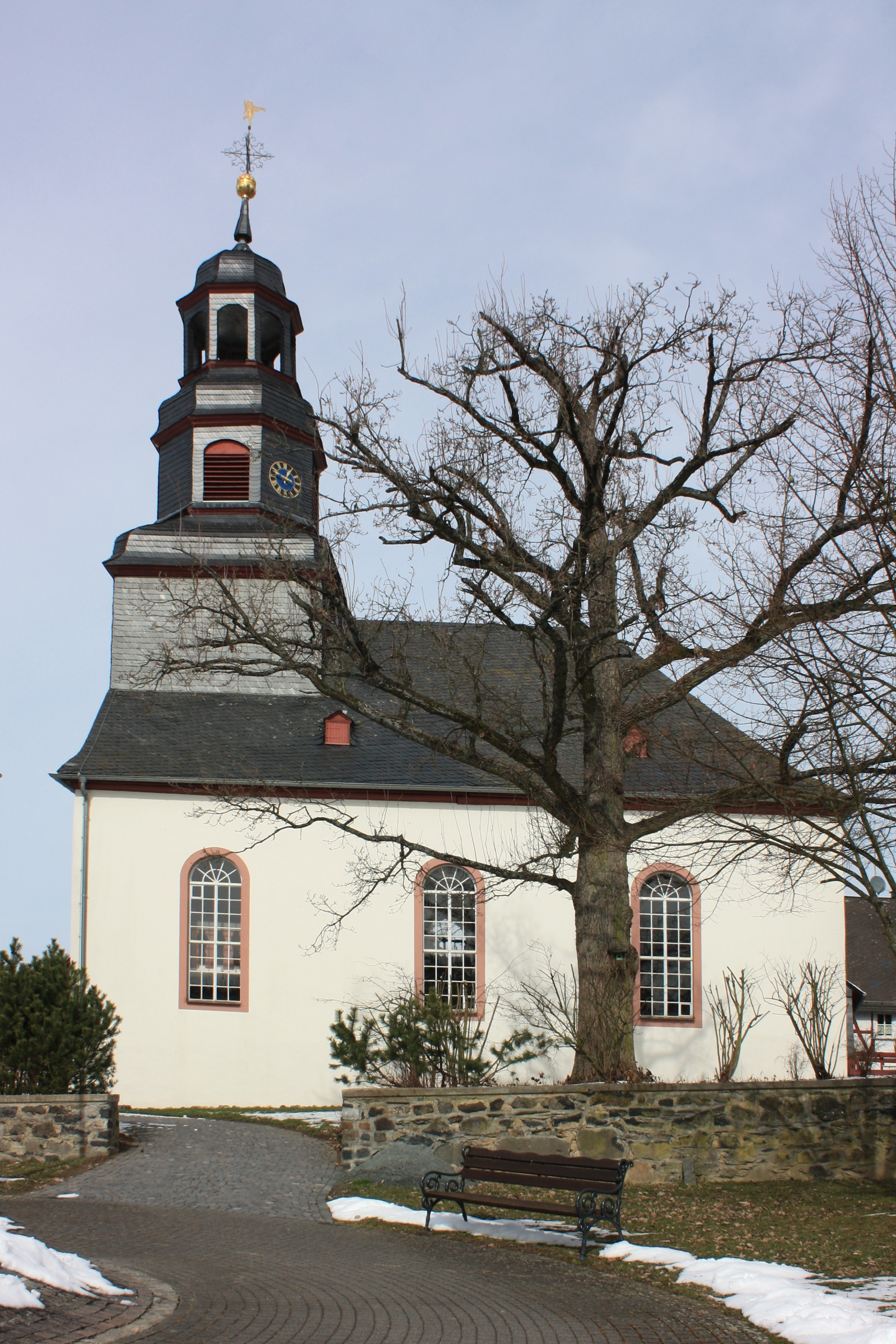
Stephanskirche

Die evangelisch-unierte Stephanskirche steht in Allendorf, einem Ortsteil der Gemeinde Merenberg im Landkreis Limburg-Weilburg vom Hessen. Die Kirchengemeinde gehört zum Dekanat an der Lahn der Propstei Nord-Nassau in der Evangelischen Kirche in Hessen und Nassau.

## Beschreibung
Die kleine Saalkirche mit drei Jochen wurde 1729 erbaut. Aus dem Satteldach des Kirchenschiffs erhebt sich im Westen ein schiefergedeckter, quadratischer Dachturm mit einer achtseitigen Haube, hinter dessen Klangarkaden sich der Glockenstuhl befindet. Außerdem beherbergt sie die Turmuhr. Darauf sitzt eine offene Laterne. 
Die Kirchenausstattung aus der Bauzeit ist einfach. Die Brüstung der Empore, auf dem die Orgel steht, ist bemalt. Die Orgel mit sieben Registern auf einem Manual wurde 1753 von Johann Christian Köhler gebaut.